# ملالی (قبادلی)
ملالی (ترکی آذربایجانی: Mollalı) یک منطقهٔ مسکونی در جمهوری آرتساخ است که در استان کاشاتاق واقع شده‌است.